# Лелантская война
Лелантская война (ок. 710 — ок. 650 гг. до н. э.) — военный конфликт между эвбейскими городами Эретрия и Халкида за Лелантскую равнину.

## Исторические сведения о войне
Лелантская война имела место в раннеархаическую эпоху, и с тех пор сохранилось очень мало источников. Об этой войне можно найти лишь краткие упоминания у Фукидида, Геродота. Само название Лелантская война является современным; античные авторы называли её «войной халкидян с эретрийцами» (др.-греч. πόλεμος Χαλκιδέων καὶ Ἐρετριῶν).

## Ход войны

Лелантская равнина

Лелантская война — одна из самых масштабных войн в истории архаической Греции. Если для Греции, исторически разделённой на мелкие государства, были более характерны небольшие стычки между соседними полисами, то Лелантская война разделила практически весь тогдашний греческий мир на два враждебных лагеря.
Только однажды, уже в древнее время, в войне халкидян с эретрийцами остальные эллинские государства примкнули к той или другой из воюющих сторон.
Из разрозненных исторических заметок можно определить противников в этой войне. Геродот сообщает, что халкидянам в войне помогал Самос, а Эретрии — Милет. Методами интерполяции косвенных данных по взаимоотношениям греческих полисов в ту эпоху можно установить, что на стороне Халкиды сражались Самос, фессалийцы (по крайней мере фессалийская конница из Фарсала) и халкидские колонисты с фракийского побережья, Эрифры, Коринф, а на стороне Эретрии — Милет, Хиос, Эгина и Мегары.
Среди возможных причин войны рассматриваются как вражда за плодородные земли Лелантской равнины, так и наличие на этой территории месторождений меди и железа — основных металлов, использовавшихся в те времена. Характерным является тот факт, что все полисы, втянутые в войну (кроме Фарсала), активно участвовали в морской торговле и колонизации бассейна Средиземного моря, поэтому другим глубоким противоречием, породившим войну, было разделение направлений колонизации Халкиды, Эретрии и их союзников в Средиземном море.
Невозможно определить точную датировку войны, которую относят к периоду 720—650 гг. до н. э. Возможно, война длилась не постоянно, а состояла из ряда стычек как на Эвбее, так и в других районах Эгеиды. Нет возможности также определить ход военных действий. Остаётся неясным вопрос, объединялись ли противники в военные союзы с общим командованием, или же государства воевали каждое самостоятельно.

## Итоги войны
Лелантская война привела к более чёткому разграничению направлений колонизации и морской торговли, активно протекавших в те времена. Коринф, союзник Халкиды, получил главенствующее положение в Западном Средиземноморье, а Северная Эгеида и Причерноморье вошли в сферу интересов Эретрии и Милета. Территориальные изменения заключались в том, что Лелантская равнина перешла под контроль Халкиды, хотя нет свидетельств, что формально потерпевшая поражение Эретрия пришла в упадок.
Другим итогом войны стало то, что в ходе войны оформилась и получила распространение новая тактика боя — гоплитская.